# Witse
Witse was een Vlaamse politiereeks, geproduceerd door de VRT, over een eigenzinnige politiecommissaris in Halle, gespeeld door Hubert Damen. De reeks kende in 2012 haar negende en laatste seizoen. Het is een van de best bekeken televisieprogramma's ooit in Vlaanderen met een gemiddelde kijkdichtheid van meer dan 1.600.000 kijkers.
Witse kreeg van de BVN-kijkers in 2005 de hoogste score onder de favoriete BVN-programma's. Alle seizoenen van de reeks zijn inmiddels ook op dvd verschenen. In het najaar van 2009 maakte Hubert Damen bekend dat hij na seizoen negen definitief met Witse zou stoppen. De laatste draaidag was 30 juli 2011, en de laatste aflevering werd op 1 april 2012 uitgezonden. In 2014 kwam er nog wel een film van uit (zie verder). In de periode 2013-2017 werden enkele seizoenen van het programma in Nederland uitgezonden door de AVROTROS.

## Het personage Witse
Zoals in het script van oorspronkelijk scenarist Ward Hulselmans omschreven staat, is er niet veel bekend over de achtergrond van Witse. Hubert Damen heeft het personage deels gebaseerd op iemand die hij kende, maar volgt voor de rest het scenario van Hulselmans. 
Hulselmans liet optekenen dat Damen zijn gedroomde Witse was omdat vele andere acteurs van het karakter Witse een typetje zouden maken en Damen dat juist niet deed.
Aanvankelijk was de voornaam van Witse onbekend. In een bepaalde aflevering uit seizoen 5 krijgt Witse zijn pensioenaanvraag onder zijn neus gestoken, maar hij weigert te tekenen en blijft aan. Die papieren stonden op naam van "W. Witse". In het laatste seizoen wordt uiteindelijk zijn voornaam onthuld: Werenfried. 

## Rolverdeling per seizoen
Legenda
 = Hoofdrol
 = Bijrol
 = Geen rol
* In cursief zijn eerdere functies
| Acteur               | Personage            | Aantal afleveringen | Aantal afleveringen | Aantal afleveringen | Aantal afleveringen | Aantal afleveringen | Aantal afleveringen | Aantal afleveringen | Aantal afleveringen | Aantal afleveringen | Aantal afleveringen |
| Acteur               | Personage            | S1                  | S2                  | S3                  | S4                  | S5                  | S6                  | S7                  | S8                  | S9                  | Totaal              |
| -------------------- | -------------------- | ------------------- | ------------------- | ------------------- | ------------------- | ------------------- | ------------------- | ------------------- | ------------------- | ------------------- | ------------------- |
| Hubert Damen         | Werenfried Witse     | 13                  | 13                  | 13                  | 13                  | 13                  | 13                  | 13                  | 13                  | 13                  | 117                 |
| Daan Hugaert         | Romain Van Deun      | 11                  | 13                  | 13                  | 13                  | 13                  | 13                  | 13                  | 13                  | 13                  | 115                 |
| Marc Stroobants      | Rudy Dams            | 12                  | 13                  | 13                  | 13                  | 13                  | 13                  | 13                  | 13                  | 13                  | 116                 |
| Dirk Tuypens         | Peter Wytinckx       |                     | 4                   | 13                  | 13                  | 13                  | 13                  | 13                  | 13                  | 13                  | 95                  |
| Inge Paulussen       | Sam Deconinck        |                     |                     | 8                   | 13                  | 13                  | 13                  | 2                   |                     |                     | 48                  |
| Viv Van Dingenen     | Tine Smets           |                     |                     |                     |                     |                     |                     | 12                  | 13                  | 13                  | 38                  |
| Wouter Hendrickx     | Dimitri Tersago †    | 12                  | 13                  | 2                   |                     |                     |                     |                     |                     |                     | 27                  |
| Tine van den Brande  | Ilse Van de Casteele | 12                  | 9                   | 1                   |                     |                     |                     |                     |                     |                     | 22                  |
| Els Olaerts          | Annemie Nachtegaele  | 2                   | 2                   | 5                   | 11                  | 9                   | 11                  | 13                  |                     |                     | 53                  |
| Günther Samson       | Stef Cooreman        |                     |                     |                     |                     |                     |                     | 12                  | 12                  | 13                  | 37                  |
| Carla Hoogewijs      | Rita Oversteyns      | 8                   | 4                   | 9                   | 3                   |                     |                     |                     |                     |                     | 24                  |
| Katelijne Verbeke    | Véronique Maes       |                     |                     | 1                   | 12                  | 2                   | 9                   |                     |                     |                     | 24                  |
| Sjarel Branckaerts † | Walter Adriaensen    | 9                   | 1                   | 4                   | 3                   | 1                   |                     |                     |                     |                     | 18                  |
| Marilou Mermans      | Bieke Vreelust       | 9                   | 1                   | 4                   | 2                   | 1                   |                     |                     |                     |                     | 17                  |
| Alice Toen           | Annie Rietsma †      | 8                   | 3                   | 3                   | 3                   |                     |                     | 1                   |                     |                     | 18                  |
| Hugo Danckaert       | Jos Vandenbrande     |                     |                     |                     | 4                   | 11                  | 2                   |                     |                     |                     | 17                  |
| Hans De Munter       | Paul Keysers         | 4                   | 2                   |                     |                     |                     | 2                   |                     |                     |                     | 8                   |
| Sven Ronsijn         | Paul Vandiest        |                     |                     |                     |                     |                     | 7                   | 1                   |                     |                     | 8                   |
| Bart Klein           | Marc Commaerts       |                     |                     |                     |                     |                     |                     |                     | 6                   | 2                   | 8                   |
| Jappe Claes          | Leon Pauwels †       | 3                   | 2                   |                     |                     |                     |                     |                     |                     |                     | 5                   |
| Jessa Wildemeersch   | Anke Hermans         |                     | 2                   | 3                   |                     |                     |                     |                     |                     |                     | 5                   |
| Bob De Moor          | Louis Vincke         |                     |                     |                     |                     |                     | 3                   | 2                   |                     |                     | 5                   |
| Emma de Saedeleir    | Renske Wijtinckx     |                     |                     |                     |                     |                     | 3                   | 2                   |                     |                     | 5                   |
| Karin Jacobs         | Kathleen Anthonis    | 2                   |                     | 2                   |                     |                     |                     |                     |                     |                     | 4                   |
| Chris Thys           | Doris Rosmalen       | 4                   |                     |                     |                     |                     |                     |                     |                     |                     | 4                   |
| Aisa Winter          | Billie Tiendalli     |                     |                     |                     |                     |                     | 4                   |                     |                     |                     | 4                   |

## Succes: kijkcijfers
Het gemiddelde kijkcijfer per seizoen in België:
- seizoen 1: 1.647.000 kijkers
- seizoen 2: 1.560.000 kijkers
- seizoen 3: 1.561.000 kijkers
- seizoen 4: 1.532.000 kijkers
- seizoen 5: 1.597.000 kijkers
- seizoen 6: 1.590.000 kijkers
- seizoen 7: 1.702.000 kijkers
- seizoen 8: 1.870.000 kijkers
- seizoen 9: 1.855.000 kijkers

## Rolverdeling

### Hoofdpersonages
- Commissaris Werenfried Witse (Hubert Damen) (2004-2012)
Commissaris Witse van de federale recherche, moordsectie Halle. Eigenzinnige en gedreven politierechercheur uit Halle. Wil op zijn eigen manier werken. Handelt niet altijd naar de regels en wetten waardoor zijn onderzoeken soms niet vlotten door de klachten van hoofdcommissaris Wijtinckx en hoofdinspecteur Van Deun. Vroeger hoofdinspecteur bij de recherche in Brussel, maar werd toen hij een zware aanvaring had met zijn hoofdcommissaris Paul Keysers weggepromoveerd naar Halle waar hij commissaris werd van de moordbrigade. Hij scheidt van Doris Roosmael, met wie hij samen een zoon had, Dries, die kort na de geboorte stierf. Witse laat tijdens zijn onderzoeken soms zijn emoties en gevoelens de vrije loop.
In reeks vijf gaat Witse te ver met zijn onderzoek waardoor hij in de clinch komt met hoofdcommissaris Wijtinckx, die een tuchtplan tegen hem inschakelt, en bovendien komt er een intern onderzoek. In de zesde reeks is Witse eventjes 'not amused' wanneer Sam Deconinck voor drie afleveringen vervangen wordt door de Nederlandse Billie Tiendalli: zijn vaste rechterhand, Sam, heeft deelgenomen aan een uitwisselingsproject, en in haar plaats krijgt Witse tijdelijk een stagiaire. En in de laatste twee afleveringen van dit seizoen krijgt Witse het pas hard te verduren wanneer hij de Italiaanse maffia op het spoor komt. Witse wil tot het uiterste gaan om deze uiterst gevaarlijke bendes te pakken, maar daar is hoofdcommissaris Wijtinckx het duidelijk niet mee eens. Witse vreest voor zijn leven, want de Italiaanse maffia is tot alles in staat. En wanneer hij in de zevende reeks moet samenwerken met een commissaris van de lokale politie en de cel georganiseerde misdaad, loopt het helemaal fout. Ook krijgt hij in het zevende seizoen gezondheidsproblemen, hij wordt geconfronteerd met de dood van een oude bekende en er wordt een klacht tegen hem ingediend wegens racisme. In het achtste seizoen gaat het privé met Witse van kwaad tot erger, en na de definitieve breuk met Annemie neemt hij zijn intrek in een appartement. Hij eet ongezond, drinkt te veel en verzorgt zichzelf niet. In de vijfde aflevering betaalt hij hiervoor een hoge prijs wanneer hij een lichte hartaanval krijgt, maar hij herstelt hier snel van. In het laatste seizoen raakt bekend dat de vader van Witse een collaborateur was in de Tweede Wereldoorlog. Hij verraadde de moeder van Witses klasgenoot. Dit verklaart gedeeltelijk de haat die Witse altijd jegens zijn vader koesterde.
- Tine Smets (Viv Van Dingenen) (2010-2012)
Tine is de assistente van Witse. Ze is een vroege veertiger die al diverse watertjes doorzwommen heeft. Ze is vastberaden in haar doen en laten. Tine staat stevig in haar schoenen en is niet onder de indruk van Witses gebrom. Tine Smets heeft psychologie gestudeerd, maar door een roofoverval in de supermarkt van haar moeder, waar ze brutaal werd neergeschoten, besloot ze om aan de politieschool te gaan studeren. Aan de school in Brussel heeft ze dus flink wat ervaring opgedaan. Als gewone politievrouw leerde ze de job in het gevaarlijke Brussel. Ze leerde haar mannetje staan in de risicogebieden in Anderlecht en Schaarbeek. Ze is gescheiden en heeft een zoon Jens (14).
Later solliciteerde ze voor inspecteur FGP. Ze is niet getrouwd, maar ze heeft nu al 10 jaar een relatie met de architect Marc. Ze wonen in een bungalow in het Pajottenland. Ze hebben één dochter: Maaike (9). Om voor de kinderen te zorgen werkte ze parttime. Nu haar kinderen kunnen opgevangen worden, solliciteert ze voor de fulltime betrekking van inspecteur FGP in Halle. In seizoen 8 krijgt ze een relatiecrisis te verwerken, en in seizoen 9 scheidt ze zelfs voor de tweede maal, want dan is haar relatie met Mark definitief afgelopen.
- Peter Wytinckx (Dirk Tuypens) (2005-2012)
Hoofdcommissaris Peter Wijtinckx (bijnaam "De Flipper") is de ambitieuze opvolger van hoofdcommissaris Van de Casteele. Hij werkt steeds volgens het boekje en komt daarom vaak in aanvaring met Witse. Hij probeert op een goed blaadje te staan bij de hoge pieten in Halle, al komt hier eind seizoen 5 verandering in. Hij kent geen genade wanneer Witse in reeks 2 verdacht wordt van moord, en ook niet in reeks 5, waar hij mogelijk een aantal grote procedurefouten maakt bij een onderzoek naar buitenlandse criminelen. Wytinckx kan rekenen op tegenwerking en spot door Witse. In reeks 6 zet Wytinckx tijdelijk een stap terug als zijn echtgenote Christina Houtmann verdachte is in een zaak. Later wordt Christina vermoord en wordt Wytinckx zelf verdacht.
- Romain Van Deun (Daan Hugaert) (2004-2012)
Hoofdinspecteur Romain Van Deun is al van zijn 20e bij de rijkswacht, waar hij zich uitstekend voelde binnen de militair georganiseerde structuur. Zijn vasthoudend karakter en zijn oog voor detail deden hem uiteindelijk bij de moordsectie van de BOB belanden. De hervorming naar de federale recherche heeft de gestructureerde wereld van Van Deun echter helemaal ondersteboven gehaald. Hij werd weliswaar bevorderd tot hoofdinspecteur, maar is zijn ruggengraat kwijt. En hij heeft het bijzonder moeilijk met de "burgers" van de gerechtelijke politie (onder wie Witse). Van Deun is altijd streng en strikt en voert zijn onderzoeken altijd uit naar de regels en wetten. Hij heeft het moeilijk met de werkwijze van Witse die niet altijd volgens de wet gaat. Witse werkt graag alleen, op zijn manier en als zijn collega’s hem niet berichten hangt er onweer in de lucht. Witse mag deze hoofdinspecteur graag voor het lapje houden. Van Deun is het stereotype van de conservatieve en autoritaire rechercheur en zuurpruim. Van Deun is getrouwd en heeft een dochter van 20 die verpleegkunde studeert. Hij krijgt ook enkele keren de leiding van het onderzoek, wanneer Witse in het ziekenhuis ligt of Wijtinckx op reis is.
- Rudy Dams (Marc Stroobants) (2004-2012)
Inspecteur Rudy Dams is begin dertig. Hij had het liever wat rustiger gehouden, maar is tot zijn eigen verrassing bij de moordbrigade terechtgekomen. Dams is geen lefgozer. Hij is een voorzichtige, brave jongen, die het gezeur van Romain Van Deun lijdzaam verdraagt. Dams kijkt enorm op naar Witse, maar is in stilte toch ook wel een beetje bang voor hem.
- Sam Deconinck (Inge Paulussen) (2006-2010)
Inspecteur Samantha 'Sam' Deconinck werd de nieuwe assistente van Witse en opvolgster van Billy Redant. Sam is een frisse jonge meid, een brok energie, die niet stil kan zitten. Ze heeft een heel druk sociaal leven en heeft een tijdje een verhouding gehad met Kris, een van de politiemedewerkers. Voor haar is het politiewerk in eerste instantie spannend. Aan bureauwerk heeft ze een hekel. Witse kan haar dus niet opdragen zijn dossiers bij te werken zoals hij dat deed met Dimi. In reeks 5 (2008) is haar broer betrokken bij een roofmoord en komt er een rechtszaak van. Haar moeder en haar broers, garagehouders, duiken dan op in de reeks. In reeks 6 (2009) doet Sam mee aan een uitwisselingsproject: ze gaat naar Rotterdam, en Billie Tiendalli (gespeeld door Aisa Winter) komt haar vervangen tot ze terug is. In het begin van reeks 7 (2010) verlaat ze de serie echter voorgoed. Ze wordt opgevolgd door Tine Smets (gespeeld door Viv Van Dingenen). Sam neemt verlof zonder wedde om met haar vriend Paul een wereldreis te maken. Later blijkt dat deze wereldreis er uiteindelijk toch niet gekomen is omdat ze zwanger is van Paul. In plaats daarvan is ze aan de slag gegaan bij de Dienst Intern Toezicht (DIT).
- † Dimitri Tersago (Wouter Hendrickx) (2004-2006)
Inspecteur Dimitri 'Dimi' Tersago assisteert Witse tijdens het speurwerk. De jonge Dimi is knap, intelligent en supercharmant. Witse en Dimi steken elkaar tijdens dode momenten graag de loef af met hun parate kennis. Voor Witse is Dimi de zoon die hij nooit gehad heeft, voor Dimi is Witse de vader die hij zo hard mist. In zijn vrije tijd is Dimi een fervent quizzer. Hij moeide zich niet bij de manier van werken van zijn baas en liet hem maar doen. Ook kon Witse zijn papierwerk aan Dimi doorgeven, iets wat daarna met Sam Deconinck niet lukt. Dimi stierf in de armen van Witse, nadat hij werd neergeschoten.
- Ilse Van de Casteele (Tine Van den Brande) (2004-2005, 2006)
Hoofdcommissaris Ilse Van de Casteele was de grote baas van Witse. Ze is een carrièrevrouw. Mooi en intelligent en ook een zeer goed manager. Ze is het oneens met Witses eigengereid optreden, maar kan niet anders dan hem waarderen voor zijn resultaten. Omdat ze Witse soms ‘saboteert’ tijdens zijn onderzoek, noemt deze haar soms het "ijskonijn". Tussen haar en Witse hangt er altijd elektriciteit in de lucht, soms negatieve, soms positieve. Ilse Van de Casteele krijgt promotie en gaat werken voor Interpol. Ze wordt opgevolgd door de jonge en ambitieuze Peter Wijtinckx. Later keert ze nog één keer terug tijdens de begrafenis van Dimi.

### Nevenpersonages
- Stef Cooreman (Günther Samson) (2010-2012)
Na het vertrek van Veronique Maes is Stef de nieuwe wetsdokter. Hij is een van de oud-studenten van Veronique. Stef Cooreman is een talentvolle knaap die in Amerika heeft gestudeerd en Witse al snel op de zenuwen werkt met zijn eigenzinnige gedrag. Cooreman is een flirter die met een Harley Davidson rijdt. Er heerst een soort concurrentiestrijd tussen hem en Witse.
- Rita Oversteyns (Carla Hoogewijs) (2004-2008)
Rita Oversteyns is de balieagente van het politiekantoor. Zowat alle info komt via Rita, zowel intern als extern. Door haar ervaring en mensenkennis zijn haar opmerkingen vaak van groot belang voor het oplossen van een zaak. Zij heeft een groot hart en een praktisch verstand. Rita is gehuwd met een politieman en is moeder van Jesse en Louise.
- Annemie Nachtegaele (Els Olaerts) (2004-2010)
Annemie Nachtegaele is een psychologe. Af en toe doet de politie een beroep op haar. De kennismaking tussen Witse en Annemie komt er bijgevolg beroepshalve. Langzaamaan groeit er iets tussen beiden. Behoedzaam laat Witse in zijn hart kijken. Zijn echtscheiding heeft diepe wonden geslagen. Het is Annemie die hem uiteindelijk over de streep trekt. Er rijzen echter steeds problemen tussen Annemie en Witse doordat Annemie een relatie begint met Louis. Later besluit Witse het terug goed te maken. In seizoen 7 komt het toch tot een breuk omdat ze opnieuw met Louis aanpapt. Ze zien elkaar niet veel meer en uiteindelijk pakt Witse zijn koffers.
- William (Billy) Redant (Michael Pas) (2006)
De opvolger van inspecteur Dimitri ‘Dimi’ Tersago. Houdt het slechts 2 afleveringen vol. Redant heeft problemen met de werkwijze en houding van Witse en klaagt regelmatig bij hoofdcommissaris Wytinckx. Die steunt hem aanvankelijk. Als Redant echter over de schreef gaat tijdens een onderzoek, kiest Wytinckx de zijde van Witse en kan Redant zijn biezen pakken. Hij wordt opgevolgd door inspecteur Samantha ‘Sam’ Deconinck.
- Alice Toen (2004-2006, 2010) - † Annie Rietsma, de bejaarde overbuurvrouw van Witse. Ze is zeer joviaal, maar ook erg nieuwsgierig. Annie houdt veel van kriek, een biersoort uit het Pajottenland. In reeks 7 ontdekt Witse dat ze overleden is: ze werd door een pokerverslaafde uit het raam geduwd. Haar lijk verschijnt nog eenmaal. Witse krijgt het moeilijk.
- Emma De Saedeleir (2009-2010) - Renske Wytinckx, de dochter van Peter Wytinckx. Zijn vrouw en schoonvader stierven in een gevecht met de maffia, dus staat Peter alleen voor de opvoeding van zijn dochter. Ze duikt op wanneer ze getuige is van een incident op een fuif, waar ze eigenlijk niet had mogen zijn.
- Hugo Danckaert (2008-2009) - Dokter Jos Vandenbrande, de wetsdokter die Witse helpt bij het oplossen van de moordzaken.
- Marilou Mermans (2004-2009) - Bieke Adriaensen-Vreelust, de buurvrouw van Witse. Zij is getrouwd met Walter.
- Katelijne Verbeke (2004-2009) - Veronique Maes, komt, dankzij haar beroep van wetsdokter, vaak in contact met Witse. Tijdens haar scheiding kan zij altijd bij hem terecht en wordt ze verliefd op hem. Witse wijst haar echter af. Ze heeft een dochtertje, Tinneke geheten, maar vertrekt in 2009, want ze gaat lesgeven aan studenten.
- Sjarel Branckaerts (2004-2008) - Walter Adriaensen, de buurman van Witse. Walter is zeer nieuwsgierig naar Witses leven en Witse ziet hem liever gaan dan komen. Walter is getrouwd met Bieke.
- Hans De Munter (2004-2005, 2009) - Hoofdcommissaris Paul Keysers, Witses baas in Brussel. Hij begon een relatie met Doris, de echtgenote van Witse. Nadat Witse deze relatie ontdekt had, verhuisde hij naar Halle, waar hij commissaris werd. In reeks 2 komt hij terug wanneer Witse van moord wordt verdacht. Later in reeks 6 komt hij nog eens terug wanneer de vrouw van Wytinckx van moord wordt verdacht. Wytinckx besluit dat Keyzers de leiding krijgt en hij zelf even weg gaat.
- Jappe Claes (2004-2005) - † Commissaris Leon Pauwels, Witses collega toen hij nog in Brussel werkte. In de slotafleveringen van reeks 2 komt Pauwels nog eens voor. Witse ontdekt dat hij een corrupt commissaris is. Pauwels wordt neergeschoten en sterft.
- Chris Thys (2004) - Doris Roosmael, de ex-vrouw van Witse. Samen hadden ze een zoontje dat enkele dagen na zijn geboorte stierf. Nadat Witse ontdekt heeft dat Doris een relatie heeft met zijn hoofdcommissaris Paul Keysers, scheiden ze.
- Roel Vanderstukken (2006-2007) - Kris, werkzaam bij de technische recherche en de toenmalige vriend van Sam.
- Karin Jacobs (2004-2006) - Kathleen Anteunis, een verpleegster op wie Witse een tijdlang een oogje had.
- Veerle Dobbelaere (2006-2008) - Chris Haagdoorn (Recht op Recht), de advocate die Sams broer moet vrijpleiten voor de assisenjury wanneer hij verdacht wordt van medeplichtigheid aan moord en er een rechtszaak van komt.
- Aisa Winter (2009) - Billie Tiendalli, enige tijd de vaste assistente van Witse in reeks 6 als Sam in Nederland zit voor een uitwisselingsproject.

## Filmproject
In 2012 maakte Damen bekend dat er een filmproject in de lucht hing, en dat hij er graag zijn medewerking aan wou verlenen. Op 21 december 2012 werd bekendgemaakt dat Skyline Entertainment de productie verzorgt en in de zomer van 2013 met opnames zou beginnen. Het scenario is naar verluidt anno eind 2012 bijna klaar. De film zou in het voorjaar van 2014 in de bioscoop te zien moeten zijn.
In juli 2013 werd bekend dat de film op 5 maart 2014 in première zou gaan. Dit werd vervolgens echter tegengesproken door producent Eric Wirix, want het project zou volgens hem vertraging oplopen. Hubert Damen maakte daarop bekend dat hij niet meer zou meewerken aan het project als de opnames niet ten laatste in oktober van dat jaar startten. Op 29 augustus 2013 werd bevestigd dat er een akkoord was bereikt tussen alle betrokken partijen. Het scenario werd opnieuw geschreven door Ward Hulselmans, die ook de hele reeks had bedacht. Frank Van Mechelen regisseert. De opnames gingen op 30 september 2013 van start en duurden tot half november van dat jaar. Ze gingen echter niet meer door in het gebruikelijke Halle, maar vonden in de Westhoek plaats, in en rond Veurne. Naast Hubert Damen (die als enige zijn rol uit de serie terug vertolkt) zijn er rollen voor Wim Opbrouck, Katelijne Verbeke, Ruth Beeckmans, Mathijs Scheepers, Robbie Cleiren, Hilde Van Haesendonck, Isabelle Van Hecke, Stefaan Degand en Govert Deploige. Op 16 december 2013 werd openbaar gemaakt dat de film W. zou heten en ook bevestigd dat hij op 5 maart 2014 in de Vlaamse bioscopen te zien zou zijn. De avant-première ervan ging vervolgens door op 1 maart in Utopolis Mechelen & Turnhout.
In de film keert Witse terug naar zijn geboortestreek om er de moordenaar van zijn nichtje te zoeken, maar het duurt niet lang voor hij in aanvaring komt met de lokale politie. Om de moordenaar te kunnen vinden en aan te houden moet Witse veel verder gaan dan ooit tevoren... 

## Scenaristen
- Bas Adriaensen (reeksen 2 - 5) (18 afleveringen)
- Rita Bossaer (reeksen 6 - 9) (8 afleveringen)
- Geert Bouckaert (reeks 9) (1 aflevering)
- Luc van Campenhout (reeksen 4 - 5) (2 afleveringen)
- Pieter De Graeve (reeksen 5 - 9) (11 afleveringen)
- Charles De Weerdt (reeksen 4 - 8) (7 afleveringen)
- Dimitri Dupont (reeksen 4 - 5) (6 afleveringen)
- Hola Guapa (reeksen 5 - 9) (14 afleveringen)
- Ward Hulselmans (concept + reeks 1) (13 afleveringen)
- Carl Joos (reeks 3) (1 aflevering)
- Jan Matterne, Jr. (reeksen 8 - 9) (4 afleveringen)
- Dirk Nielandt (reeksen 5 - 9) (16 afleveringen)
- Nicholas Roelandts (reeks 9) (1 aflevering)
- Michel Sabbe (reeks 5) (2 afleveringen)
- Ilse Somers (reeks 2) (1 aflevering)
- Koen Sonck (reeks 9) (1 aflevering)
- Wout Thielemans (reeks 2 - 5) (5 afleveringen)
- Koen Vermeiren (reeksen 2 - 5) (11 afleveringen)

### Script-editing
- Marga Neirynck
- Wout Thielemans
- Ed Vanderweyden

## Regie
- Peter Rondou (reeksen 1 - 2)
- Vincent Rouffaer (reeksen 1 - 5)
- Eric Taelman (reeksen 1 - 5)
- Luc Coghe (reeksen 3 - 9)
- Georges terryn (reeksen 6 - 9)
- Koen Verweirder (reeksen 6 - 9)
- Melinda Van Berlo

## Productie
- Dirk Haegemans
- Luc Roggen
- Ludo Schats
- Marina Willems

## Muziek
Johan Hoogewijs componeerde de muziek van Witse. Zijn inspiratie haalde hij uit de natuur van het Pajottenland, en uiteraard ook uit het karakter 'Witse'.
De uitvoering ervan werd door verscheidene mensen verzorgd, onder wie Toots Thielemans, uiteraard met zijn mondharmonica.
De muziek van de film werd ook integraal door hem gemaakt en uitgebracht door MovieScore Media.

## Radiofeuilleton
Vanaf september 2008 bracht Radio 2 een radiofeuilleton getiteld Dams en Van Deun.
Iedere aflevering duurde vijf à zes minuten. Eén verhaal telde vijf afleveringen, begon telkens op maandag en eindigde telkens op vrijdag. Iedere aflevering eindigde met een cliffhanger. Er werden minimaal 39 afleveringen gemaakt.
Witse zelf was niet te horen in de verhalen. Romain Van Deun (Daan Hugaert), Rudy Dams (Marc Stroobants), Peter Wijtinckx (Dirk Tuypens), Sam Deconinck (Inge Paulussen) en Veronique Maes (Katelijne Verbeke) wel.
In het voorjaar 2010 kwam het feuilleton niet meer terug. Er is wel nog altijd elke morgen een rubriek Dams en Van Deun.

## Boeken

### Verfilmd
- Oog Om Oog (2005) door Barbara Hofmann, een schuilnaam voor een schrijverscollectief waar Tom Naegels deel van uitmaakt
- Duivels Genot (2009)
- Zwarte komedie (2010)

### Onverfilmd
- Stille Nacht door Bavo Dhooge
- Eeuwige Liefde (2010) door Bob Van Laerhoven
- Operatie Solar (2010) door Bart Van Lierde
- Een been om aan te kluiven (2012) door Jos Pierreux
- De Nederlandse connectie (2013) Guido Eekhaut

## Trivia
- Aan het einde van sommige afleveringen rijdt Witse naar een boom te midden van een veld. Ook in de begingeneriek is deze te zien. Deze zomerlinde is te bewonderen aan de Puttenberg te Vlezenbeek (Sint-Pieters-Leeuw) in het Pajottenland. Door de populariteit van Witse wordt de boom ook de Witseboom[4][5] genoemd.
- Op de website van Eén staan brieven van zijn vader aan Werenfried Witse.[6]
- In het "Mysterie van de bouwmeester" gaat Witse, samen met Karel Breda, de architect die verantwoordelijk is voor de restauratie van de Sint-Martinusbasiliek van Halle, op zoek naar de bouwmeester(s) van de kerk. Het filmpje van 25 minuten is te zien in de bidkapel onder de Westertoren van vermelde kerk.
- De serie is buiten Halle opgenomen in o.a. Sint-Pieters-Leeuw, Brussel (stad), Meise, Beersel, Tubeke, Seneffe,Gooik, Lennik, Dilbeek, Haacht, Anderlecht, Sint-Pieters-Woluwe en Kapelle-op-den-Bos.
- Inge Paulussen die van seizoen 3 tot 7 te zien was als Witse vaste assistente Sam Deconinck was in seizoen 1 aflevering 6 Bijklussen te zien als Veerle De Coninck, in een gastrol.